# Hello Hello (Superfly)
"'Hello Hello" (ハロー・ハロー Harō Harō) là đĩa đơn đầu tay của nhóm nhạc rock Nhật Bản Superfly, được phát hành vào ngày 4 tháng 4 năm 2007. Giai điệu bài hát được thực hiện bởi nghệ sĩ ghita Koichi Tabo với Shiho Och là đồng tác giả viết lời bài hát. Bài hát bắt đầu bằng "Harō / Yūutsu o fukitobasu kotoba wa / Harō" (ハロー/憂鬱を吹き飛ばす言葉は/ハロー, "Hello / Từ mà cuốn trôi u ám suy tư / Hello"). Đứng vị trí thứ 31 trên bảng xếp hạng đĩa đơn tuần Oricon và đứng 7 tuần.

## Danh sách bài hát
| CD  | CD                                                                  | CD                      | CD          | CD                          | CD         |
| STT | Nhan đề                                                             | Phổ lời                 | Phổ nhạc    | Arranger(s)                 | Thời lượng |
| --- | ------------------------------------------------------------------- | ----------------------- | ----------- | --------------------------- | ---------- |
| 1.  | "Hello Hello" (ハロー・ハロー Harō Harō)                            | Ochi Shiho, Tabo Kōichi | Tabo Kōichi | Kōichi Tabo                 |            |
| 2.  | "Kodoku no Hyena" (孤独のハイエナ Kodoku no Haiena; "Lonely Hyena") | Ochi Shiho, Tabo Kōichi | Tabo Kōichi | Tabo Koichi, Aoki Kazuyoshi |            |
| 3.  | "Hot'N'Nasty" (Originally by Humble Pie)                            | Steve Marriott          | Humble Pie  |                             |            |

| Digital single | Digital single                                                                    | Digital single          | Digital single | Digital single | Digital single |
| STT            | Nhan đề                                                                           | Phổ lời                 | Phổ nhạc       | Arranger(s)    | Thời lượng     |
| -------------- | --------------------------------------------------------------------------------- | ----------------------- | -------------- | -------------- | -------------- |
| 1.             | "Hello Hello 13,000 person Live @ Osaka-jō Hall FM802 Requestage" (Bonus version) | Ochi Shiho, Tabo Kōichi | Tabo Kōichi    | Tabo Kōichi    |                |